# 上海交通大学农业与生物学院
农业与生物学院，简称农生学院，是上海交通大学的一个学院，校内编号为15。其前身为创建于1959年的上海农学院，1999年上海农学院与上海交大合并，初成立农学院，后更为现名。今上海交大七宝校区即为原上海农学院校园。学院现下设5个系和其他多个分支机构。现任院长为周培,上海交通大学农业与生物学院目前已经迁入闵行校区。

## 历史
1959年8月，位于上海县七宝镇的上海市农业学校改建为上海农业专科学校，设农学、畜牧兽医两个专业，大专、中专一并教学。当时有学生98人。次年该校迁至松江，建立上海农学院，并从华东师范大学、上海师范学院（今上海师范大学）等院校调集85名教师，设置作物栽培、植物保护等10个专业。当年招收学生500人，其中300人实行本专科的三年学制，200人实行五年一贯制。往后的几年里，农学院进行调整，裁减若干专业，学制由三年更改为四年。1962年，在校学生达700余人，该校人员所著《养猪学》、《家畜人工授精》、《米丘林遗传学》三本教材由上海科学技术出版社出版。学校还拥有300多亩的农场。 
1962年2月，考虑到国家财政和生源困难等问题，上海市方面决定撤销农学院，集中力量发展上海市农科院。次年方完成撤校。撤校时部分学生转入上海财经学院（今上海财经大学），部分修改学制提前毕业，少数农村生源的学生直接被动员回乡参与生产劳动。撤校后，学校教师由上海市高教局统一安排工作，干部、职工则由上海市农委统一安顿。学校教学和科研设备、藏书等财产无偿划拨给农科院。校舍则由上海市相关部门处理。该阶段农学院办学3年，培养了400多名专科学生（后换发本科毕业文凭）。
1978年10月，上海市革命委员会以在七宝的上海市农业学校为基础，筹建上海农学院。当时设5个系，9个专业，学生1100人。次年挂牌开学。1980年5月8日，国务院正式批准上海农学院复校。1984年5月，上海市重新核定农学院规模。往后15年，农学院陆续增减若干专业，组建了较为完整的高等农业教育体系。
由于高等院校体制改革的需要，在教育部和农业部的支持下，1999年3月上海农学院与上海交通大学合并，成立上海交通大学农学院。时任上海交大校长的谢绳武表示，两校有很强的互补性，此举可以产生学科交叉和新的学科增长点，使交大产生更大的提高。2003年3月学院更名为上海交通大学农业与生物学院。2007年学院主体向闵行校区转移。

## 校园
原上海农学院位于七莘路2678号，现为上海交大七宝校区，该校区有教学楼、实验室、图书馆、食堂、运动场等设施。校园内绿树成荫、风景优美，亭台流水，应接不暇。
农学院与交大合并后，学院亦在交大闵行校区东北部拥有学院大楼、试验田和温室等设施。目前学院主体已经移至闵行校区。此外还在徐汇校区有一间办事处。

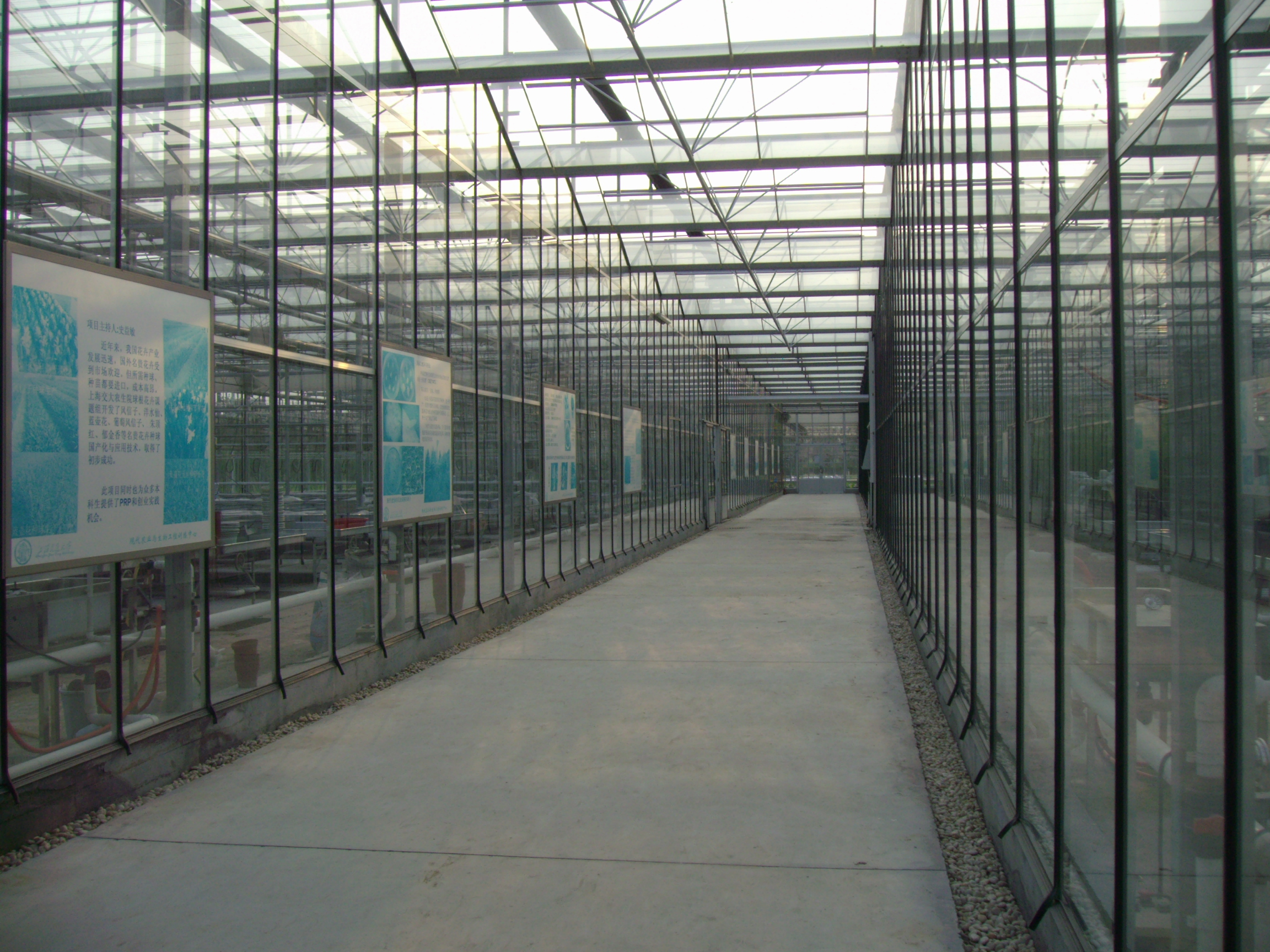
学院闵行校区温室内景

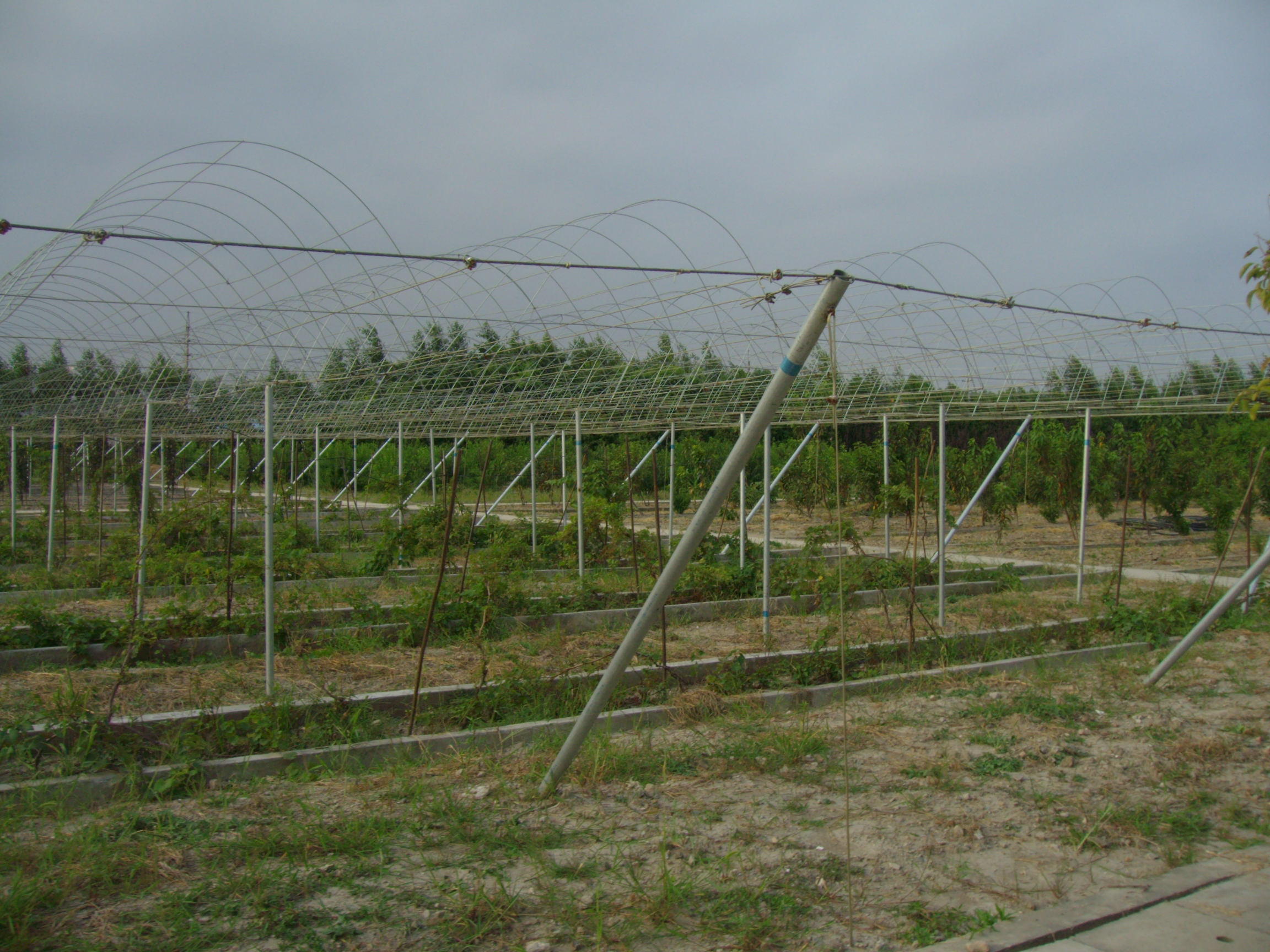
学院闵行校区试验田

## 现状
农业与生物学院现下设植物科学、动物科学、园林科学与工程、资源与环境、食品科学与工程5个系培养本科学生；有蔬菜学、果树学、植物病理学、农药学、动物营养与饲料科学、动物遗传育种与繁殖、草业科学、食品科学、预防兽医学、园林植物与观赏园艺、作物遗传育种学、生态学、植物学13个硕士学位点；有农业推广、兽医推广、风景园林3个硕士专业学位点；有环境科学与工程、预防兽医学与畜禽产品安全、生物技术、食品冷藏工程、植物学、生态学、蔬菜学7个博士学位点。并设有实验教学中心、现代农业工程训练中心、公共仪器平台等分支机构。2008年新增农业部都市农业（南方）重点开放实验室和科技部中美食品安全联合研究中心。
该学院与美国、英国、法国、德国、日本等国家的多个大学建立了教学合作关系，参与合作教学，并展开多项学术交流。此外与国立台湾大学有交流项目。
植物科学系始建于1959年，拥有蔬菜学一个博士点，园艺学、作物遗传育种两个硕士点，并有植物生物技术一个本科专业。蔬菜学和植物遗传育种学科为上海市重点学科。该系过去主要从事粮食作物和经济作物的遗传育种研究，随着都市农业的发展，主要以分子、细胞生物学和品种培育为主要发展方向。
动物科学系始建于1959年，有生物技术、预防兽医学与畜禽产品安全两个博士点，畜牧学、预防兽医学、专业兽医学三个硕士点，并有动物生物技术一个本科专业。并于1990年成立上海市兽医生物技术重点实验室。该系有遗传与育种、生殖与发育、营养与饲料、兽医微生物、动物传染病五个研究方向，承担了国家与省部级重要科研项目，开展基因组学、营养学、病理学等诸多方面形成特色。
园林科学与工程系始建于1959年，其园林工程为上海市重点学科，并于2001年设置园林植物与观赏园艺硕士点，拥有园林一个本科专业。并有风景园林一个研究所以及芳香植物、花卉两个研发中心。主要科研方向为景观设计、园林艺术、观赏植物培育等。
资源与环境系系2001年由园林学科专业分出建立。该系现有环境科学与工程、生态学两个博士点，植物保护学、生态学两个硕士点，并有资源环境科学一个本科专业。该系主要研究方向为环境毒理学、资源环境信息技术等，并在农药毒理、污染防控以及治理、生物质能等领域形成特色。
食品科学与工程系成立于1993年。该系拥有较为先进的教学和科研设备，其食品工程原理为国家级精品课程。该系设食品科学硕士点，食品科学与工程一个本科专业。该系主要研究方向为食品加工及贮藏、食品安全、转基因食品评价、功能食品开发等，培养科研、生产、设计等方面的专业人才。

### 院徽
农业与生物学院院徽由蓝色和浅绿色图案组成，象征蓝天绿地的农业发展空间。其外部为齿轮图形，呼应上海交大校徽。上方蓝色半圈中题写院名“上海交通大学农业与生物学院”，下方浅绿色半圈中则是其英文院名。中间为浅绿色的农作物和蓝色的DNA双螺旋结构构成的图案，象征传统与现代农业共同发展；其共同组成“NS”字母，代表“农生”二字。

## 科研发展
上海农学院在改革开放后在学术方面取得突出进展。为适应农业现代化和产业化的发展，学校教学的着眼点从单纯的农业向多元的农业经济、资源环境等方向转移，在动植物育种、环境生态科学等方面取得较大成果。并有植物遗传育种和传染病与预防兽医学先后被评为上海市优秀学科。编辑《上海农学院学报》（后为《上海交通大学学报（农业科学版）》），发表了诸多学术成果。
与交大合并后，鉴于科技的发展和全球农业和环境等领域的形势变化，学院将目光转移到现代农业、低碳经济等方面，并更着重环境保护以及污染治理、新能源的开发、农业安全、食品安全等方面人才培养和科学研究。
植物生物技术研发中心由上海交通大学、复旦大学和诺丁汉大学共建，成立于2001年10月8日，是进行植物生物技术方面的国际性科研合作机构。

## 历任领导
| 时间                 | 正职领导和职称                           | 党委书记和职称                           |
| -------------------- | ---------------------------------------- | ---------------------------------------- |
| 1960年1月—1960年9月  | 高原（上海市农业专科学校校长）           | 肖习深（上海市农业专科学校党委书记）     |
| 1960年9月—1963年7月  | 高原（上海农学院院长）                   | 肖习深（上海农学院党委书记）             |
| 1979年1月—1979年6月  | 纪乐天（上海农学院筹备组组长）           |                                          |
| 1979年6月—1981年10月 | 纪乐天（主持行政工作）                   | 纪乐天（上海农学院党委副书记）           |
| 1981年10月—1982年7月 | 凌彦（上海农学院副院长，主持行政工作）   | 史永锡（上海农学院党委书记）             |
| 1982年7月—1984年4月  | 燕明（上海农学院代院长）                 | 史永锡（上海农学院党委书记）             |
| 1984年7月—1987年5月  | 沈焕臣（上海农学院院长）                 | 史永锡（上海农学院党委书记）             |
| 1987年5月—1991年10月 | 徐正泰（上海农学院院长）                 | 徐正泰（上海农学院党委书记）             |
| 1991年10月—1993年6月 | 吴锦康（上海农学院副院长，主持行政工作） | 翟石麟（上海农学院党委书记）             |
| 1993年6月—1997年10月 | 张德永（上海农学院院长）                 | 翟石麟（上海农学院党委书记）             |
| 1997年10月—1999年8月 | 张德永（上海农学院院长）                 | 蒋秀明（上海农学院党委书记）             |
| 1999年9月—2001年6月  | 吴爱忠（上海交大农学院院长）             | 蒋秀明（上海交大农学院党委书记）         |
| 2001年6月—2003年8月  | 蒋秀明（上海交大农业与生物学院院长）     | 董小明（上海交大农业与生物学院党委书记） |
| 2003年8月—今         | 唐克轩（上海交大农业与生物学院院长）     | 董小明（上海交大农业与生物学院党委书记） |

## 著名校友
- 谈家桢——上海农学院名誉院长。[12]